# Gert Wendelborn

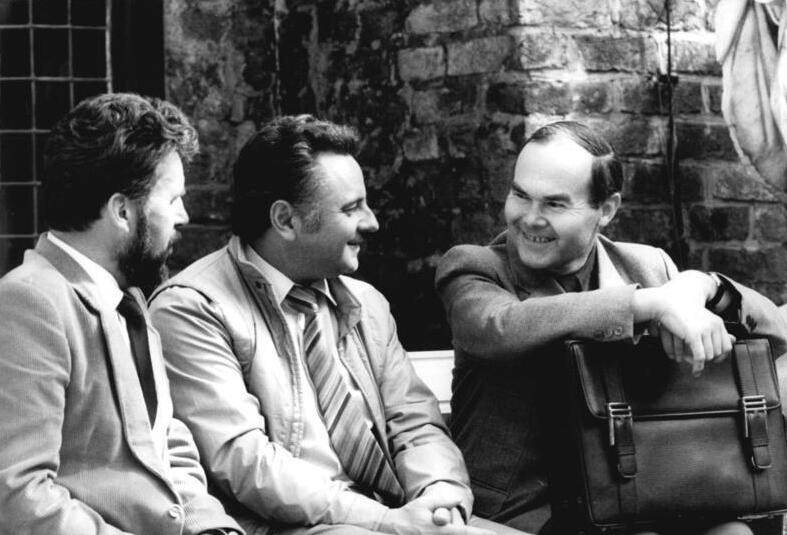
Im Gespräch mit Parteifreunden: (v. l. n. r.) Siegfried Metzner, Dieter Klemm, Gert Wendelborn

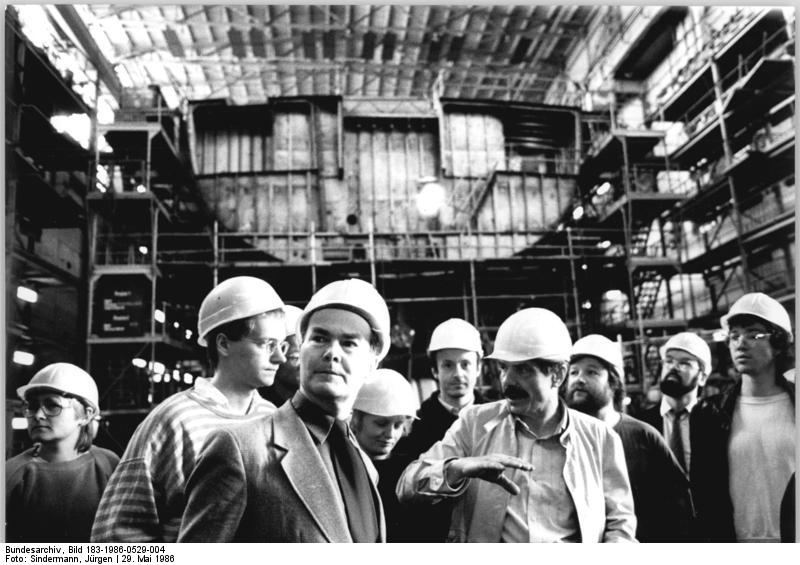
Gert Wendelborn mit westdeutschen Besuchern in der Volkswerft Stralsund

Gert Wendelborn (* 13. Juli 1935 in Rostock; vollständiger Name: Gert Günther Joachim Wendelborn) ist ein deutscher evangelisch-lutherischer Theologe und ehemaliger Politiker (CDU der DDR).

## Leben
Gert Wendelborn, aus einer Werftarbeiterfamilie stammend, wurde 1949 Mitglied der FDJ und studierte von 1953 bis 1958 Theologie an der Universität Rostock. Nach Promotion in Rostock (1964) und Habilitation an der Universität Jena (1969) war er von 1969 bis 1977 Hochschuldozent für Ökumenische Kirchengeschichte und Angewandte Theologie, ab 1977 apl. Professor für Ökumenik und Neue Kirchengeschichte an der Wilhelm-Pieck-Universität Rostock. Seine Berufung 1969 geschah ohne Beteiligung der Rostocker Theologischen Fakultät „in einem einseitigen Akt des Ministeriums“ und war für die Fakultät „eine böse Überraschung“. Im Sommer 1989 wurde er entgegen dem Vorschlag der Fakultät ordentlicher Professor für Kirchengeschichte; 1992 wurde er nach Überprüfung seiner Stasi-Tätigkeit durch eine Ehrenkommission entlassen.
Wendelborn war Mitglied in der Christlichen Friedenskonferenz (CFK) und arbeitete mit in der von ihr einberufenen I. Allchristlichen Friedensversammlung (ACFV) 1961 und in der II. ACFV 1964 in Prag.
Er publizierte wissenschaftliche Arbeiten über Joachim von Fiore (1974), Franziskus von Assisi (1977), Martin Luther (1983) und Bernhard von Clairvaux (1993).

## Politik
Er war seit 1962 Mitglied der Christlich-Demokratischen Union Deutschlands in der DDR, später Mitglied des Hauptvorstandes der CDU.
Wendelborn war Bezirkstags-, dann Volkskammerabgeordneter der DDR in der 7. Wahlperiode (1976–1981), 8. Wahlperiode (1981–1986) und 9. Wahlperiode (1986–1990); der 10. Wahlperiode 1990 nach der ersten freien Wahl gehörte er nicht mehr an. Seit 1981 war er Mitglied des Ausschusses für Auswärtige Angelegenheiten der Volkskammer.
Er war stellvertretender Bezirksausschuss-Vorsitzender der Nationalen Front. Neben seinem Engagement im Weltfriedensrat war er Vizepräsident des Friedensrates der DDR, dessen Mitglied er seit 1966 war.

## Inoffizieller Mitarbeiter der Staatssicherheit
Wendelborn unterschrieb am 12. August 1959 eine Verpflichtungserklärung und wurde ab 1960 vom Ministerium für Staatssicherheit als IMS Heinz Graf geführt. Er berichtete bis 1989 regelmäßig und ausführlich, nach Einschätzung des Kirchengeschichtlers Gert Haendler „ohne jede Rücksichtnahme“ über die CDU und über Fakultätskollegen.

## Ehrungen
- Vaterländischer Verdienstorden in Silber
- Verdienstmedaille der DDR
- Stern der Völkerfreundschaft in Silber (1985)

## Schriften
- Gert Wendelborn: Gott und Geschichte. Joachim von Fiore und die Hoffnung der Christenheit; Leipzig: Koehler und Amelang, 1974; Wien, Köln: Böhlau, 1974; ISBN 3-20500-516-3
- Gert Wendelborn: Franziskus von Assisi. Eine historische Darstellung; Leipzig: Koehler & Amelang, 19822; ISBN 3-20500-525-2
- Gert Wendelborn: Martin Luther. Leben und reformatorisches Werk; Berlin: Union Verlag, 1983; Wien, Köln, Graz: Böhlau, 1983; ISBN 3-20500-542-2
- Gerhard Brendler, Katharina Flügel, Gert Wendelborn: Geschichte und Gestalt; Berlin: Bvu Buchverlag Union 19892; ISBN 3-37200-086-2
- Friedrich-Martin Balzer, Gert Wendelborn: Miszellen zur Geschichte des deutschen Protestantismus. Gegen den Strom. Marburg: Verlag Arbeit und Gesellschaft, 1990; ISBN 3-89419-018-3
- Gert Wendelborn: Bernhard von Clairvaux. Ein großer Zisterzienser in der ersten Hälfte des 12. Jahrhunderts; Frankfurt am Main u. a.: Lang, 1993; ISBN 3-63145-557-7
- Friedrich-Martin Balzer, Gert Wendelborn: Wir sind keine stummen Hunde. Heinz Kappes (1893–1988). Christ und Sozialist in der Weimarer Republik; Bonn: Pahl-Rugenstein, 1994; ISBN 3-89144-197-5
- Gert Wendelborn: Christentum und Sozialismus. Als Theologieprofessor in der DDR, hrsg. von Friedrich-Martin Balzer, Bonn 2010, 198 Seiten, ISBN 978-3-89144-428-3